# Celina Turchi
Celina Maria Turchi Martelli est une épidémiologiste brésilienne, diplômée de l'université fédérale de Goiás et chercheuse à la Fondation Oswaldo-Cruz de Recife. 
Elle est la première à établir le lien entre le virus Zika et la microcéphalie chez les nouveau-nés lors de l'épidémie de 2015 au Brésil. Elle est classée par le magazine Nature comme l'une des 10 personnes scientifiques les plus remarquables en 2016 et par le magazine Time comme l'une des 100 personnes les plus influentes de 2017.

## Biographie et carrière
Turchi est née dans l'état de Goiás au Brésil. Elle obtient sa licence de médecine à l'université fédérale de Goiás, son master en infectiologie à la London School of Hygiene and Tropical Medicine et son doctorat à l'université de São Paulo. Son intérêt pour l'étude des maladies transmises par les moustiques (en) se développe en 1990, lorsque la dengue se propage à Goiânia. Elle est professeure à l'université fédérale de Goiás jusqu'à sa retraite.
En 2015, le ministère brésilien de la santé fait appel à Turchi pour enquêter sur la croissance des cas de microcéphalie chez les nouveau-nés dans l'État de Pernambouc. À l'institut Aggeu Magalhães de la fondation Cruz, à Recife, elle dirige le groupe de recherche sur les épidémies de microcéphalie (MERG), chargé de définir les causes de ces malformations. Son groupe découvre que le virus Zika incubé chez les femmes enceintes a une influence sur le manque de développement crânien du fœtus.